# Jitzchak Ben Aharon

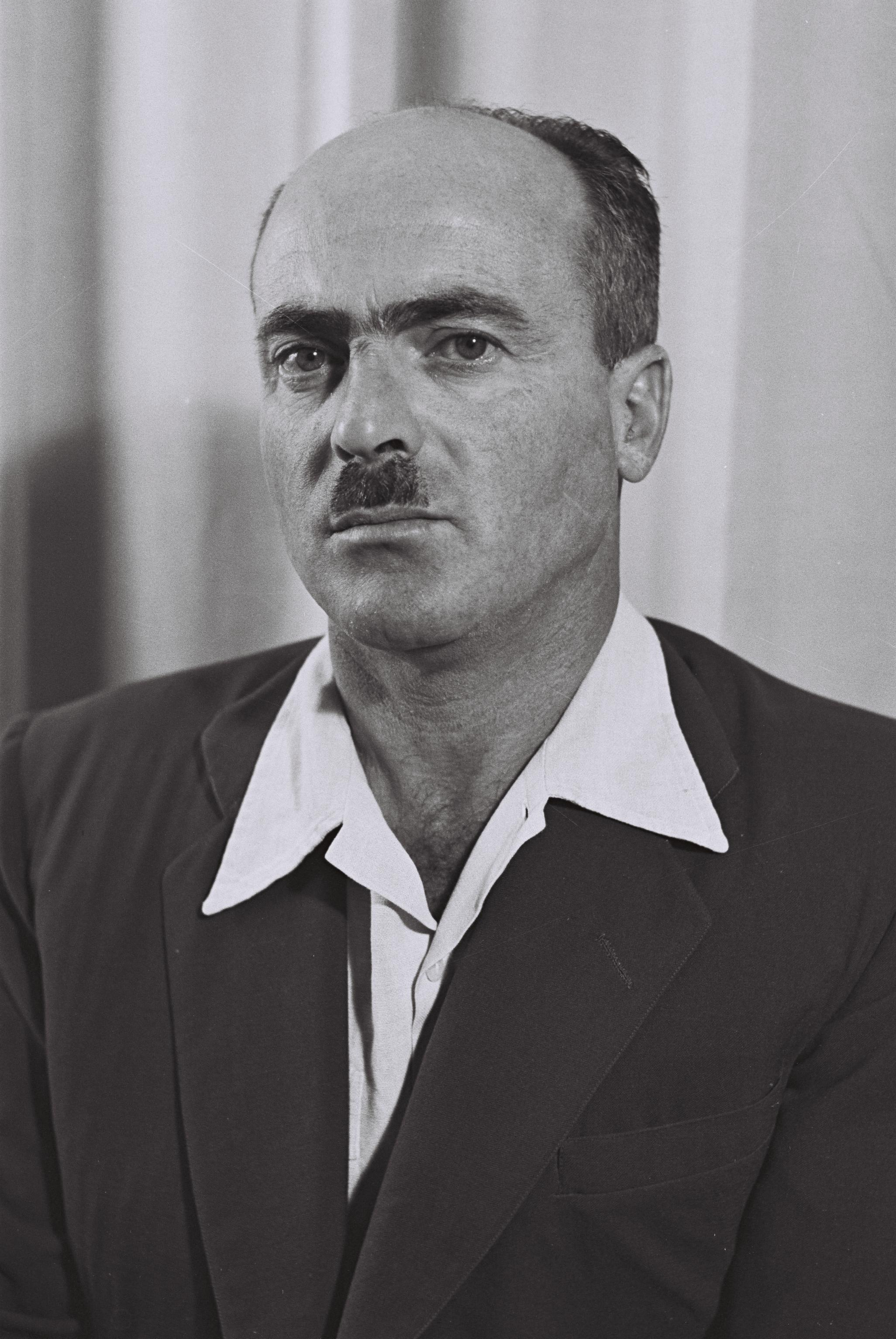
Jitzchak Ben Aharon, 1951

Jitzchak Ben Aharon (hebräisch יצחק בן אהרון, * 17. Juli 1906 als Yitzhak Nussenbaum im Bezirk Suczawa, Österreich-Ungarn; † 19. Mai 2006 in Givat Chaim, Israel) war ein israelischer Gewerkschaftsfunktionär und Politiker (Mapam, Achdut haAwoda, Arbeitspartei). Er war von 1949 bis 1977 Mitglied der Knesset sowie von 1959 bis 1962 Verkehrsminister.

## Leben
Er besuchte ein Gymnasium in Czernowitz, mit 14 Jahren trat er der sozialistisch-zionistischen Jugendbewegung HaSchomer HaTzair bei. Er studierte an der Deutschen Hochschule für Politik in Berlin, bevor er Leiter des HaSchomer HaTzair in Rumänien wurde. 1928 wanderte er nach Palästina aus, wobei er auf dem Landweg, teils zu Fuß, teils auf einem Esel reiste. Anschließend wirkte er an der Gründung des Kibbuz Givat Chaim (hebräisch גִּבְעַת חַיִּים) bei Chadera mit, wo er für den Rest seines Lebens wohnte. Als Vertreter (Schaliach) der Pionierorganisation HeChalutz ging er 1935 nach Deutschland, um dort Juden auf die Auswanderung nach Palästina vorzubereiten. Er wurde aber verhaftet und ausgewiesen.
Während des Zweiten Weltkrieges kämpfte Ben Aharon in einem Bataillon der Britisch Army, das aus Juden aus Palästina gebildet worden war. Ben Aharon stieg bis zum Rang eines Majors auf und geriet 1941 in Griechenland in deutsche Kriegsgefangenschaft. Zuletzt war er bis zu seiner Befreiung durch Einheiten der 30. US-Infanteriedivision am 12. April 1945 im Oflag 79 bei Braunschweig inhaftiert. Nach Palästina zurückgekehrt wurde er im Rahmen der Operation Agatha am sogenannten Schwarzen Sabbat im Juni 1946 von der britischen Mandatsmacht verhaftet. Nach der Spaltung des Kibbuz Givat Chaim war er Bürger von Givat Chaim (Meuchad) (hebräisch גבעת חיים (מאוחד)), das zur linken Kibbuzbewegung Kibbutz HaMeuchad gehörte.
Ben Aharons erste Frau Miriam, mit der er zwei Söhne hatte, starb 1993. Im Alter von 93 Jahren heiratete Ben Aharon die Filmregisseurin Bilha Rubin.

### Politiker und Gewerkschaftsfunktionär
Von 1932 bis 1938 war Ben Aharon Sekretär des Arbeiterrats von Tel Aviv. Anschließend war er bis 1939 Sekretär der von David Ben-Gurion gegründeten sozialistisch-zionistischen Partei Mapai. Diese verließ er und trat 1946 der weiter links stehenden Abspaltung Achdut haAwoda bei, die 1948 in der marxistisch orientierten Mapam aufging.

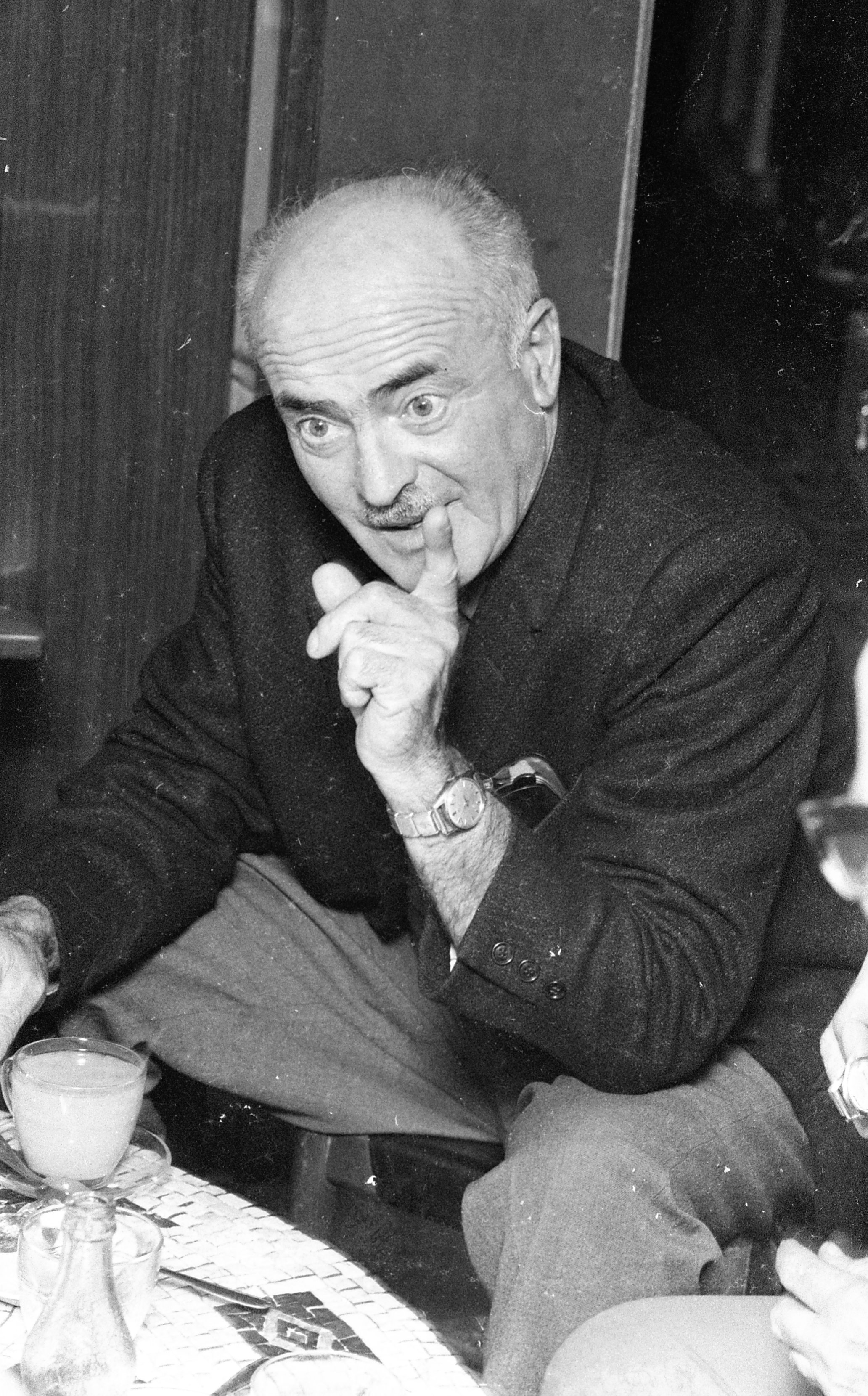
Ben Aharon in einer Gesprächsrunde (1969)

Ben Aharon wurde 1949 in die erste Knesset gewählt. Er gehörte dem Parlament während acht Legislaturperioden bis 1977 an. Bei der Spaltung der Mapam 1954 gehörte er zum gemäßigten Flügel, der die Achdut haAwoda – Poalei Tzion wiederbelebte. Diese gehörte ab 1965 zum Bündnis HaMa’arach und ging 1968 mit Mapai in der vereinten Arbeitspartei Awoda auf. Ben-Aharon war vom 17. Dezember 1959 bis 28. Mai 1962 israelischer Verkehrsminister in den Kabinetten Ben-Gurion VII und VIII. Er trat wegen Differenzen über die Wirtschaftspolitik der Regierung zurück.
Von 1969 bis 1973 leitete er den Gewerkschaftsbund Histadrut, der während dieser Zeit erstmals arabische Israelis als Mitglieder aufnahm. Seine Parteikollegin, die damalige Ministerpräsidentin Golda Meir, kritisierte er für zu große Nähe zu Kapitalisten. Vor dem Jom-Kippur-Krieg 1973 sprach er sich für eine Rückgabe der 1967 besetzten Gebiete im Westjordanland aus, was ihm heftige Kritik in der Presse und auch in der eigenen Partei eintrug. Den Regierungswechsel von der Arbeitspartei zum rechten Likud 1977 kommentierte er mit den Worten: „Wenn dies der Wille des Volkes ist, sollte das Volk ausgetauscht werden.“

### Publizist
Er war Autor mehrerer Bücher und Artikel. Seine Autobiografie erschien 1947 unter dem Titel Listen, gentile! The Story of a Life bei Staples Press Ltd. in London.

## Auszeichnungen
- 1995: Ben-Aharon erhielt den Israel-Preis für seinen besonderen Beitrag zur Gesellschaft und zum Staat Israel.[6]
- 2005: In der Zusammenstellung der 200 beliebtesten Israelis von Ynet wurde Ben-Aharon auf Platz 130 gewählt.[7]